# カステニャート
カステニャート（伊: Castegnato）は、イタリア共和国ロンバルディア州ブレシア県にある、人口約8,400人の基礎自治体（コムーネ）。

## 地理

### 位置・広がり

#### 隣接コムーネ
隣接するコムーネは以下の通り。
- グッサーゴ
- オスピタレット
- パデルノ・フランチャコルタ
- パッシラーノ
- ロデンゴ＝サイアーノ
- ロンカデッレ
- トラヴァリアート

### 地震分類
イタリアの地震リスク階級 (it) では、3 に分類される
。